# 奈多海岸 (福岡県)

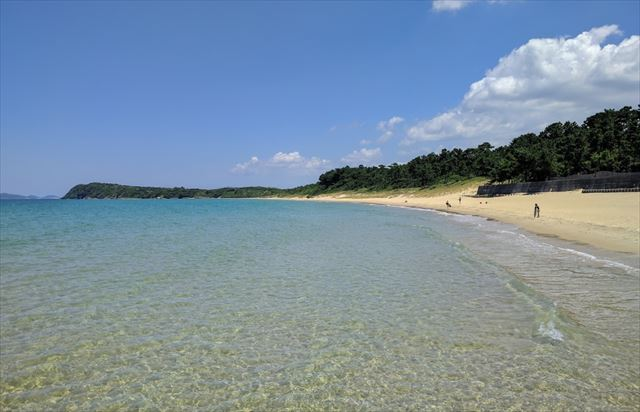
奈多海岸

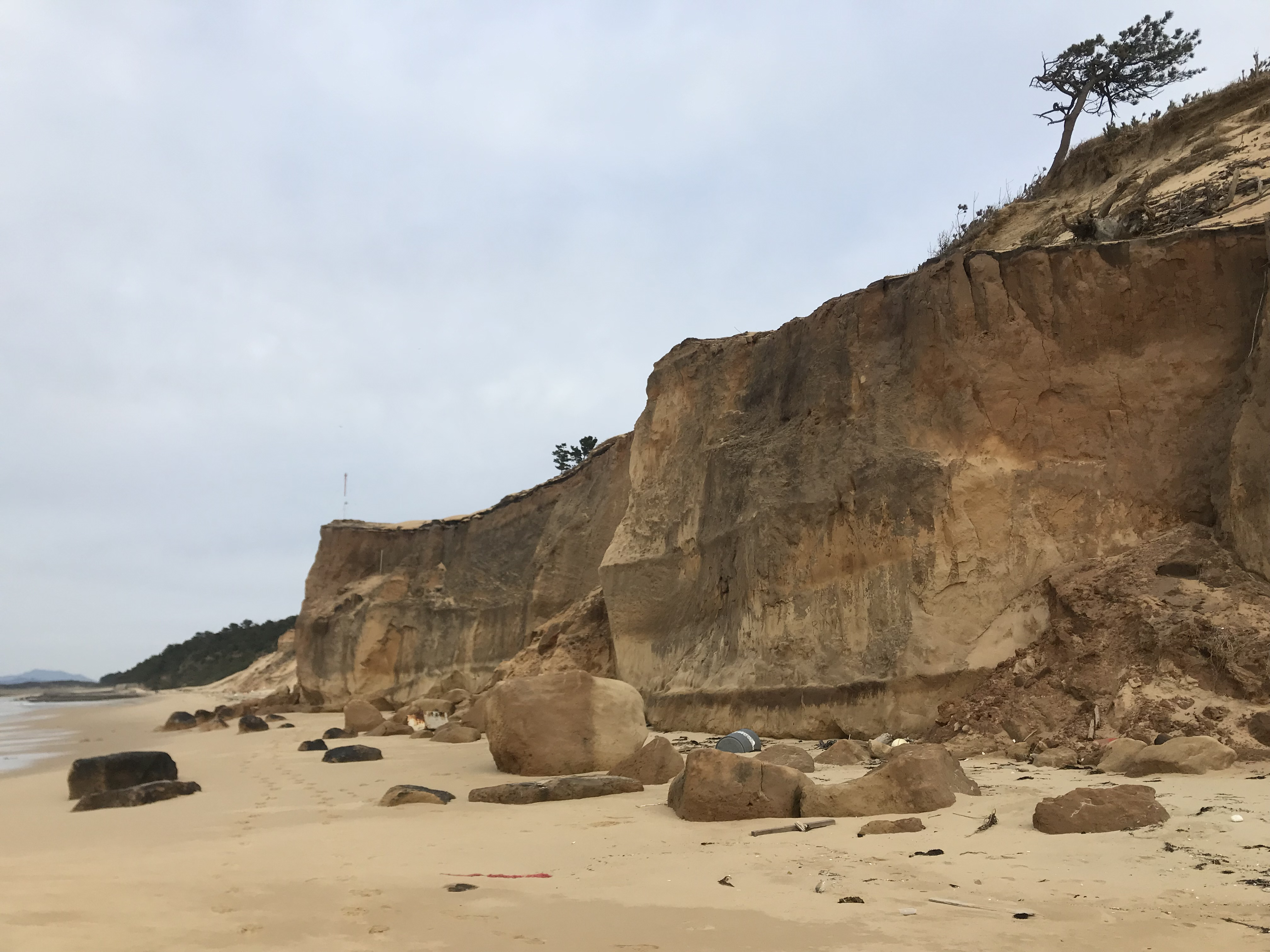
奈多海岸の崖

奈多海岸（なたかいがん）は、福岡市東区奈多の海岸。博多湾の北部に位置し志賀島、海の中道と陸続きである。

## 概要
玄界灘に面して志賀島まで約10km以上にわたって続く白砂の砂丘に、白砂青松の風光明媚な海岸で、糸島市の二丈海水浴場と並ぶ鳴き砂として知られている。
奈多砂丘にはクロマツの松林が広がり奈多松原とよばれる。松原の砂丘上に「志式神社」（三郎天神）がある。
海岸線は、江戸時代には奈多落雁（なたらくがん）として博多八景の一つに数えられていた。
透明度が高く、夏季には海水浴場としてにぎわいを見せ、24時間営業の海の家やビーチバレーネット、シャワー室といった設備を備えており、例年、7月中旬から8月下旬まで開場している。